# Мазили (село)
Мазили (пол. Maziły, Мазіли) — село в Польщі, у гміні Сусець Томашівського повіту Люблінського воєводства. Розташоване на Закерзонні (на історичній Холмщині). Населення — 211 осіб (2011).

## Історія
1692 року вперше згадується церква східного обряду в селі.
За даними етнографічної експедиції 1869—1870 років під керівництвом Павла Чубинського, у селі здебільшого проживали греко-католики, усе населення розмовляло українською мовою.
У 1975—1998 роках село належало до Замойського воєводства.

## Населення
Демографічна структура станом на 31 березня 2011 року:
|          | Загалом | Допрацездатний вік | Працездатний вік | Постпрацездатний вік |
| -------- | ------- | ------------------ | ---------------- | -------------------- |
| Чоловіки | 112     | 20                 | 76               | 16                   |
| Жінки    | 99      | 16                 | 54               | 29                   |
| Разом    | 211     | 36                 | 130              | 45                   |